# طواف إسبانيا 1973
طواف إسبانيا 1973 هو سباق دراجات هوائية أقيم في إسبانيا بتاريخ 26 أبريل – 13 مايو، تكون السباق من 17 مرحلة وامتدّ لمسافة 3,061.8 كم بسرعة 36.098 كم/س، استغرق السباق 84 ساعة 40 دقيقة 50 ثانية. فاز به البلجيكي إيدي ميركس.

## الترتيب
| م                     | الدرّاج             | البلد   | الزمن                     |
| --------------------- | ------------------ | ------- | ------------------------- |
| الفائز بالترتيب العام | إيدي ميركس         | بلجيكا  | 84 ساعة 40 دقيقة 50 ثانية |
| الثاني                | خيسوس لويس أوكانيا | إسبانيا |                           |
| الثالث                | برنارد تيفينيه     | فرنسا   |                           |
| حسب النقاط            | إيدي ميركس         | بلجيكا  | -                         |
| الترتيب المركب        | إيدي ميركس         | بلجيكا  | -                         |